# Emily Mann
Pour les articles homonymes, voir Mann.
Emily Betsy Mann (née le 12 avril 1952 à Boston) est une réalisatrice, dramaturge et scénariste américaine.
Elle est directrice artistique et dramaturge résidente du McCarter Theatre (en) de Princeton depuis 1990.